# Steve Nichols
Stephen Anderson Nichols (Salt Lake City, Utah, 20 de febrero de 1947) es un ingeniero estadounidense más conocido como diseñador de monoplazas para muchos equipos de Fórmula 1 desde mediados de la década de 1980 hasta 2001.

## Biografía
Nichols se graduó de la Universidad de Utah en 1972. Comenzó su carrera como ingeniero de desarrollo en Hercules Aerospace en 1973. A mediados de 1980 se pasó al automovilismo y se unió a McLaren en la Fórmula 1. En 1987 se convirtió en diseñador jefe de monoplazas en McLaren tras la marcha de John Barnard a Ferrari.
Su primer automóvil, el McLaren MP4/3 propulsado por el motor turbocargado TAG Porsche V6, llevó a Alain Prost a tres victorias en 1987, la última de las cuales fue el Gran Premio de Portugal de 1987, donde Prost obtuvo su victoria número 28, superando a Jackie Stewart. Al final de la temporada, el MP4/3 le había dado a McLaren el segundo lugar detrás de Williams en el Campeonato de Constructores.

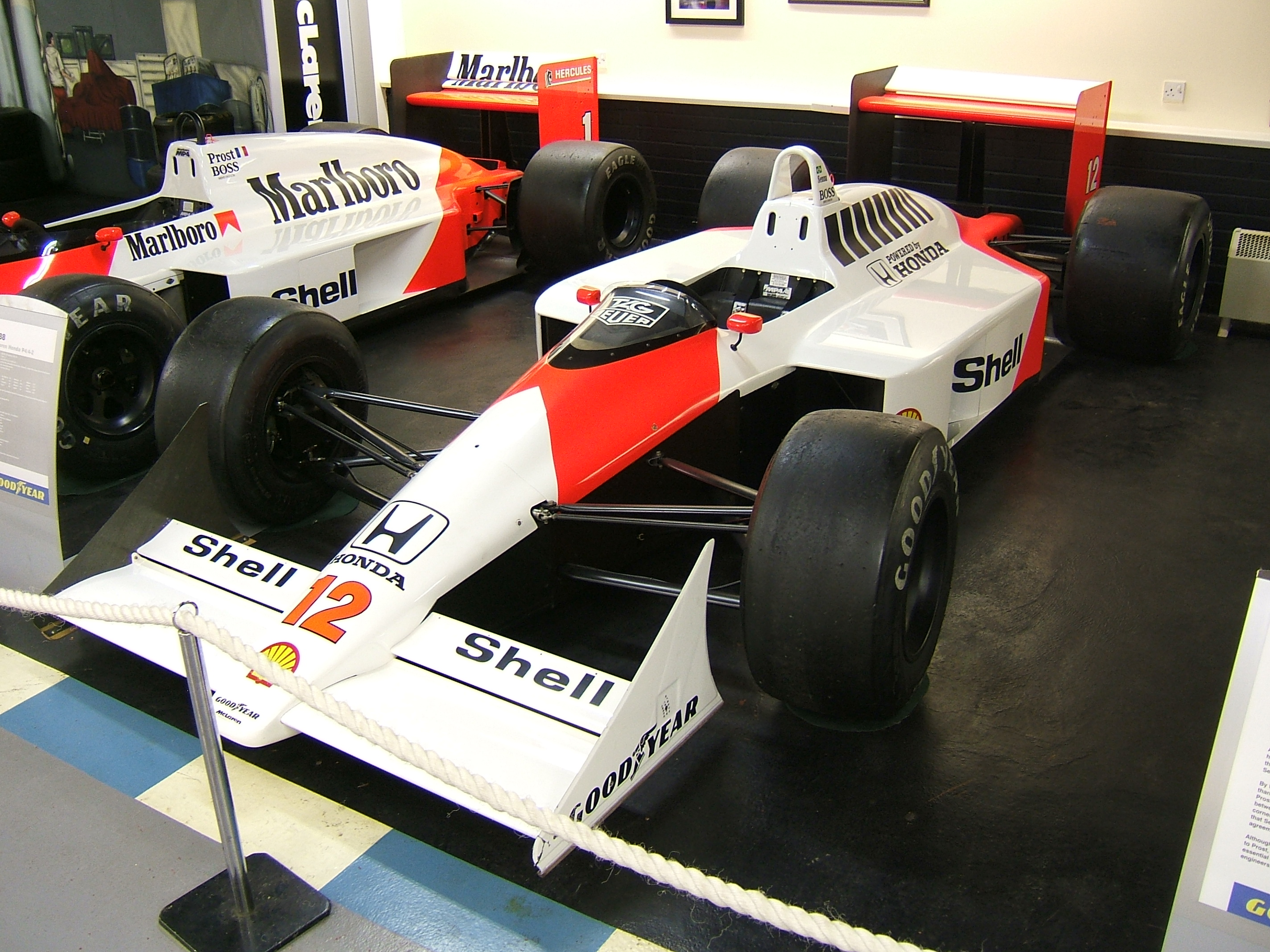
El McLaren MP4/4 de de Ayrton Senna. Al fondo, el McLaren MP4/3 de de Alain Prost.

El segundo automóvil de Nichols fue el exitoso McLaren MP4/4, propulsado por un Honda V6 turbocargado. El MP4/4, conducido por Ayrton Senna y Alain Prost, dominó casi por completo la temporada de 1988 con 15 victorias en 16 carreras, así como 15 poles. La única carrera que no ganó el MP4/4 fue el Gran Premio de Italia, que ganó el Ferrari de Gerhard Berger. Berger también obtuvo la única pole del año que no fue de McLaren en el Gran Premio de Gran Bretaña. McLaren ganó el Campeonato de Constructores de 1988 por un récord de 134 puntos de Ferrari, habiendo ganado el título en la ronda 11 en Bélgica. Senna y Prost también terminaron el Campeonato de Pilotos en primer y segundo lugar, lo que le dio al brasileño su primer Campeonato Mundial.
Si bien ha habido afirmaciones de que el diseño del MP4/4 se basó en el Brabham BT55 diseñado por Gordon Murray en 1986 y, de hecho, una serie de artículos dan a Murray el crédito por diseñar el MP4/4, muchos en McLaren, incluido el coordinador del equipo, Jo Ramírez, han señalado que el MP4/4 fue en realidad un desarrollo a partir del MP4/3 y que Murray, quien se convirtió en Director Técnico de McLaren en 1987, tuvo muy poco que ver con el diseño de cualquiera de los monoplazas de Nichols. Murray ha discutido esto en una entrevista con Motor Sport: «Esto de que Steve Nichols es el diseñador jefe es la mayor cantidad de basura que jamás hayas escuchado. El MP4/4 no fue diseñado por Steve Nichols, te lo prometo».
A finales de 1989, Nichols decidió seguir a Alain Prost y se pasó a Ferrari. Prost ganó cinco carreras y era un serio aspirante al título mundial hasta que una controvertida colisión provocada por Ayrton Senna dejó fuera de carrera a ambos pilotos en el Gran Premio de Japón. Nichols permaneció en Ferrari hasta diciembre de 1991 y luego se unió a Sauber para ayudar a Peter Sauber a ingresar a la Fórmula 1. En 1993 se trasladó a Jordan como diseñador jefe; más tarde, en 1995, regresó a McLaren como consultor técnico. Ayudó a McLaren a volver al frente de la parrilla y ganar el título mundial de pilotos en 1998 y 1999.
En 2001 se incorporó a Jaguar Racing como director técnico. Aunque su éxito le dio a Jaguar su primer podio en Mónaco, Nichols dejó el equipo a principios de 2002. No ha trabajado en la Fórmula 1 desde entonces.
Al jubilarse, Nichols trabaja como consultor técnico y de diseño independiente, con sede en el Reino Unido; también es un piloto aficionado, compitiendo con un Datsun 260ZX en eventos de carreras históricas y un Van Diemen RF82 en la Fórmula Ford 2000 histórica. En 2017, fundó Nichols Cars para comercializar el N1A, una interpretación moderna de carretera del sport prototipo McLaren M1A; Se espera que el automóvil llegue a la producción en 2022.